# Šabac
Šabac (en serbi ciríl·lic Шабац) és una ciutat de Sèrbia, a la vora del riu Sava, a la regió històrica de Mačva. És el centre administratiu del Districte de Mačva, dins de l'organització territorial de Sèrbia. La ciutat té una població de 55.163 habitants (2002), mentre que la població del municipi és de 122.893. Li va ser atorgada la categoria de ciutat el 2007 per l'Assemblea Nacional de Sèrbia.

## Història
El primer assentament en la ubicació actual de Sabac data de l'edat mitjana, on un document de 1454 registra un poble anomenat Zaslon. Va formar part de l'estat serbi eslau fins que va caure sota l'Imperi Otomà. El 1470 els turcs van construir la primera fortalesa a la ciutat, sota el nom de Bejerdelen (Böğürdelen). El 1476 el rei hongarès Maties Corví va ocupar la fortalesa, que va estar sota el seu poder fins al 1521. La fortalesa va passar de l'Imperi Otomà a l'imperi austrohongarès en diverses ocasions, per la seva important posició geoestratègica. La ciutat també va ser un lloc destacat per al comerç.
L'etimologia del nou i actual nom, Sabac, és incerta, però descendeix probablement de la paraula Sava. Sabac es va convertir en un lloc d'importància a la història de Sèrbia, per la Primera insurrecció sèrbia. El 1806 Karađorđi Petrović va liderar als insurgents serbis en una de les primeres victòries sobre l'exèrcit turc a prop del llogaret de Misar, al costat de la ciutat de Sabac. La família Obrenović també va deixar marca en la ciutat, com a lloc de residència de l'il·lustrat Jevrem Obrenović, germà del príncep Miloš Obrenović, que va modernitzar i va urbanitzar la ciutat després de la Segona insurrecció sèrbia.

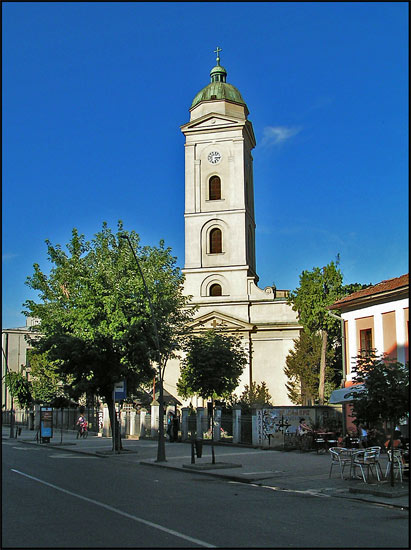
Església ortodoxa de Sabac.

L'exèrcit turc finalment va abandonar el fort de Sabac el 1867, posant fi a la presència otomana a la zona. El primer diari va ser imprès a Sabac el 1883. La ciutat va prosperar fins a la Primera Guerra Mundial, quan va ser parcialment destruïda i la seva població va disminuir a la meitat (de 14.000 a 7.000 habitants). La Primera Guerra Mundial és també recordada per la batalla a la propera muntanya de Cer, on l'exèrcit serbi del general Stepa Stepanović va aconseguir derrotar a les tropes d'Àustria-Hongria, l'agost del 1914, la primera victòria dels Aliats en la guerra.
El període iugoslau es va caracteritzar per un renovat progrés. La fàbrica de productes químics "Zorka" va ser inaugurada a Sabac el 1938 i va marcar el desenvolupament de la ciutat. No obstant això, aquest es va veure interromput per la Segona Guerra Mundial i l'ocupació per l'Alemanya nazi. Durant aquest temps, uns 5.000 ciutadans de Sabac i altres 20.000 persones van ser empresonats al camp de concentració de Sabac, causant finalment la mort d'unes 7.000 persones. La ciutat va ser finalment alliberada pels partisans el 1944.
Després de la Segona Guerra Mundial, Sabac va esdevenir una moderna ciutat industrial amb l'esmentada planta química "Zorka". El major creixement es va assolir en el decenni de 1970 amb la construcció del pavelló d'esports, hotels, estadis, així com un nombre d'escoles, llars d'infants i altres institucions que es van construir per acomodar el creixement de la població. Amb els seus al voltant de 125.000 residents a tot el municipi, és una de les grans ciutats de Sèrbia.

## Economia
Sabac tenia una de les més pròsperes economies de l'antiga Iugoslàvia abans de la dècada de 1990, quan la indústria química "Zorka", la principal companyia de Sabac, va tancar durant les sancions de l'ONU. Moltes grans empreses com "Šapčanka", "Izgradnja" i "Nama" van tancar durant la crisi de l'economia iugoslava. Avui en dia hi ha algunes empreses poderoses, com "Šabačka Mlekara", "Narcís Popovic", "Zorka Pharma" i "US Steel". Les principals indústries de Sabac són l'agricultura, el transport i la producció d'aliments.